# Serie A 2002-2003 (rugby a 15)
La serie A 2002-03 fu il 69º campionato di seconda divisione di rugby a 15 in Italia.
Si tenne dal 22 settembre 2002 al 29 maggio 2003 tra 14 squadre a girone unico ed espresse una squadra da promuovere in divisione superiore.
La fine effettiva del torneo avrebbe dovuto essere il 25 maggio, ma un incontro di recupero della penultima giornata, tra CUS Ferrara e Reggio Emilia, prolungò la fine di quattro giorni rispetto alla scadenza da calendario.
Il torneo fu vinto dalla formazione bresciana del Leonessa che si aggiudicò la promozione con 18 punti di vantaggio sul Piacenza giunto secondo in classifica.
A retrocedere furono il citato CUS Ferrara e le Fiamme Oro di Roma.

## Squadre partecipanti
| Club            | Sponsor       | Città             | Impianto interno         |
| --------------- | ------------- | ----------------- | ------------------------ |
| Amatori Alghero | Terra Sarda   | Alghero           | Stadio Maria Pia         |
| Benevento       | Cit           | Benevento         | Stadio Pacevecchia       |
| CUS Ferrara     | Femi Cz       | Ferrara           | Campo sportivo Trevisani |
| CUS Firenze     | ALHA Airport  | Firenze           | Stadio Lodigiani         |
| Fiamme Oro      |               | Roma              | C.S. P.S. Ponte Galeria  |
| I Cavalieri     | CariPrato     | Prato             | Stadio Chersoni          |
| Lazio&Primavera |               | Roma              | C.S. Giulio Onesti       |
| Leonessa        |               | Brescia           | Stadio Invernici         |
| Mirano          | Lofra         | Mirano            | Stadio di Rugby          |
| Mogliano        | San Marco     | Mogliano Veneto   | Stadio Quaggia           |
| Paese           | Gruppo Padana | Paese             | Stadio Visentin          |
| Piacenza        | Termoraggi    | Piacenza          | Stadio Beltrametti       |
| Reggio Emilia   | Majorca       | Reggio Emilia     | Stadio Crocetta Canalina |
| San Donà        | Iranian Loom  | San Donà di Piave | Stadio Pacifici          |

## Risultati
| 22-9-2002  | 1ª/14ª giornata               | 19-1-2003 |
| ---------- | ----------------------------- | --------- |
| 55-20      | Piacenza - CUS Firenze        | 39-20     |
| 20-6       | San Donà - Fiamme Oro         | 50-32     |
| 20-16      | Mirano - Leonessa             | 14-32     |
| 0-6        | CUS Ferrara - Alghero         | 31-26     |
| 39-13      | Lazio&Primavera - Paese       | 23-22     |
| 36-10      | Mogliano - Benevento          | 15-9      |
| 28-35      | I Cavalieri - Reggio Emilia   | 18-16     |
|            |                               |           |
| 13-10-2002 | 4ª/17ª giornata               | 9-2-2003  |
| 41-23      | Piacenza - Alghero            | 61-34     |
| 31-35      | Leonessa - Reggio Emilia      | 28-16     |
| 26-19      | CUS Firenze - CUS Ferrara     | 32-37     |
| 38-22      | Mirano - I Cavalieri          | 22-42     |
| 23-21      | Benevento - Fiamme Oro        | 32-35     |
| 22-30      | Lazio&Primavera - Mogliano    | 27-34     |
| 10-25      | Paese - San Donà              | 21-48     |
|            |                               |           |
| 2-11-2002  | 7ª/20ª giornata               | 6-4-2003  |
| 27-20      | Piacenza - CUS Ferrara        | 23-25     |
| 61-25      | Leonessa - I Cavalieri        | 20-17     |
| 25-37      | San Donà - Mogliano           | 19-38     |
| 13-16      | Benevento - CUS Firenze       | 38-30     |
| 14-15      | Alghero - Lazio&Primavera     | 13-50     |
| 31-25      | Reggio Emilia - Mirano        | 28-39     |
| 22-33      | Fiamme Oro - Paese            | 15-43     |
|            |                               |           |
| 8-12-2002  | 10ª/23ª giornata              | 4-5-2003  |
| 30-37      | Piacenza - Leonessa           | 11-38     |
| 30-39      | CUS Firenze - Mirano          | 27-19     |
| 19-24      | CUS Ferrara - I Cavalieri     | 12-35     |
| 24-27      | Lazio&Primavera - San Donà    | 37-37     |
| 24-25      | Alghero - Benevento           | 24-27     |
| 60-8       | Mogliano - Fiamme Oro         | 59-12     |
| 28-21      | Paese - Reggio Emilia         | 0-69      |
|            |                               |           |
| 12-1-2003  | 13ª/26ª giornata              | 25-5-2003 |
| 55-20      | Leonessa - Alghero            | 34-29     |
| 32-33      | San Donà - CUS Firenze        | 24-54     |
| 62-13      | Mirano - Paese                | 34-40     |
| 24-19      | I Cavalieri - Lazio&Primavera | 57-36     |
| 24-12      | Benevento - CUS Ferrara       | 31-39     |
| 23-24      | Reggio Emilia - Mogliano      | 22-22     |
| 15-41      | Fiamme Oro - Piacenza         | 18-62     |

| 29-9-2002  | 2ª/15ª giornata               | 26-1-2003 |
| ---------- | ----------------------------- | --------- |
| 31-11      | Leonessa - San Donà           | 47-23     |
| 34-6       | CUS Firenze - Lazio&Primavera | 18-17     |
| 19-13      | I Cavalieri - Piacenza        | 12-36     |
| 13-37      | Benevento - Mirano            | 22-25     |
| 13-19      | Alghero - Mogliano            | 27-52     |
| 3-72       | Fiamme Oro - Reggio Emilia    | 26-57     |
| 28-13      | Paese - CUS Ferrara           | 16-46     |
|            |                               |           |
| 20-10-2002 | 5ª/18ª giornata               | 2-3-2003  |
| 53-17      | Piacenza - Lazio&Primavera    | 45-15     |
| 29-15      | San Donà - Mirano             | 20-36     |
| 12-44      | CUS Ferrara - Leonessa        | 10-54     |
| 35-14      | Alghero - Paese               | 19-24     |
| 20-15      | Mogliano - CUS Firenze        | 27-28     |
| 50-17      | Reggio Emilia - Benevento     | 15-15     |
| 19-25      | Fiamme Oro - I Cavalieri      | 19-85     |
|            |                               |           |
| 10-11-2002 | 8ª/21ª giornata               | 13-4-2003 |
| 24-20      | I Cavalieri - Benevento       | 24-13     |
| 21-25      | CUS Ferrara - Mirano          | 14-32     |
| 17-26      | Lazio&Primavera - Leonessa    | 5-65      |
| 30-21      | Alghero - Fiamme Oro          | 41-38     |
| 30-34      | Mogliano - Piacenza           | 36-32     |
| 40-3       | Reggio Emilia - San Donà      | 29-22     |
| 14-17      | Paese - CUS Firenze           | 9-18      |
|            |                               |           |
| 15-12-2002 | 11ª/24ª giornata              | 11-5-2003 |
| 50-17      | Leonessa - CUS Firenze        | 13-25     |
| 13-30      | San Donà - Piacenza           | 12-59     |
| 20-10      | Mirano - Mogliano             | 27-20     |
| 24-13      | I Cavalieri - Paese           | 10-15     |
| 20-18      | Benevento - Lazio&Primavera   | 21-18     |
| 40-16      | Reggio Emilia - Alghero       | 5-32      |
| 17-17      | Fiamme Oro - CUS Ferrara      | 21-46     |

| 6-10-2002  | 3ª/16ª giornata                 | 2-2-2003  |
| ---------- | ------------------------------- | --------- |
| 29-9       | San Donà - Benevento            | 15-65     |
| 21-26      | Mirano - Piacenza               | 14-41     |
| 48-20      | I Cavalieri - Alghero           | 33-17     |
| 45-5       | Lazio&Primavera - CUS Ferrara   | 22-43     |
| 30-14      | Mogliano - Paese                | 29-23     |
| 25-20      | Reggio Emilia - CUS Firenze     | 31-28     |
| 67-17      | Leonessa - Fiamme Oro           | 65-12     |
|            |                                 |           |
| 27-10-2002 | 6ª/19ª giornata                 | 16-3-2003 |
| 33-21      | CUS Firenze - Alghero           | 7-16      |
| 49-14      | Mirano - fiamme Oro             | 54-27     |
| 43-22      | I Cavalieri - San Donà          | 40-24     |
| 14-45      | Benevento - Leonessa            | 13-48     |
| 23-32      | CUS Ferrara - Mogliano          | 7-37      |
| 22-27      | Lazio&Primavera - Reggio Emilia | 23-46     |
| 13-27      | Paese - Piacenza                | 25-24     |
|            |                                 |           |
| 1-12-2002  | 9ª/22ª giornata                 | 27-4-2003 |
| 18-3       | Piacenza - Reggio Emilia        | 13-19     |
| 25-10      | Leonessa - Mogliano             | 46-19     |
| 18-16      | CUS Firenze - I Cavalieri       | 12-28     |
| 17-10      | San Donà - CUS Ferrara          | 38-37     |
| 42-8       | Mirano - Alghero                | 21-27     |
| 9-22       | Benevento - Paese               | 21-25     |
| 9-13       | Fiamme Oro - Lazio&Primavera    | 10-31     |
|            |                                 |           |
| 22-12-2002 | 12ª/25ª giornata                | 18-5-2003 |
| 47-27      | Piacenza - Benevento            | 28-30     |
| 10-13      | CUS Firenze - Fiamme Oro        | 32-20     |
| 24-45      | CUS Ferrara - Reggio Emilia     | 27-27     |
| 15-51      | Lazio&Primavera - Mirano        | 25-21     |
| 23-10      | Alghero - San Donà              | 38-24     |
| 33-41      | Mogliano - I Cavalieri          | 20-19     |
| 12-17      | Paese - Leonessa                | 19-52     |

### Classifica
|  |     | Squadra         | G  | V  | N | P  | PF   | PS   | P±   | B  | Pen | Pt  |
|  | --- | --------------- | -- | -- | - | -- | ---- | ---- | ---- | -- | --- | --- |
|  | 1.  | Leonessa        | 26 | 23 | 0 | 3  | 1047 | 453  | 594  | 19 | 0   | 111 |
|  | 2.  | Piacenza        | 26 | 18 | 0 | 8  | 917  | 556  | 361  | 21 | 0   | 93  |
|  | 3.  | I Cavalieri     | 26 | 18 | 0 | 8  | 783  | 592  | 191  | 20 | 0   | 92  |
|  | 4.  | Mogliano        | 26 | 18 | 1 | 7  | 779  | 571  | 208  | 16 | 0   | 90  |
|  | 5.  | Reggio Emilia   | 26 | 16 | 3 | 7  | 827  | 552  | 275  | 18 | 0   | 88  |
|  | 6.  | Mirano          | 26 | 16 | 0 | 10 | 802  | 613  | 189  | 15 | 0   | 79  |
|  | 7.  | CUS Firenze     | 26 | 14 | 0 | 12 | 620  | 641  | −21  | 14 | 0   | 70  |
|  | 8.  | Amatori Alghero | 26 | 9  | 0 | 17 | 597  | 766  | −169 | 17 | 0   | 53  |
|  | 9.  | Benevento       | 26 | 9  | 1 | 16 | 538  | 720  | −182 | 13 | 0   | 51  |
|  | 10. | San Donà        | 26 | 9  | 1 | 16 | 619  | 843  | −224 | 10 | 0   | 48  |
|  | 11. | Lazio&Primavera | 26 | 8  | 1 | 17 | 601  | 768  | −167 | 14 | 0   | 48  |
|  | 12. | Paese           | 26 | 10 | 0 | 16 | 509  | 750  | −241 | 8  | 0   | 48  |
|  | 13. | CUS Ferrara     | 26 | 7  | 2 | 17 | 567  | 754  | −187 | 15 | 2   | 45  |
|  | 14. | Fiamme Oro      | 26 | 2  | 1 | 23 | 470  | 1117 | −647 | 9  | 0   | 19  |

## Verdetti
- Leonessa: promossa in Super 10
- CUS Ferrara e Fiamme Oro: retrocesse in Serie B